# St. Meinolf (Bielefeld)

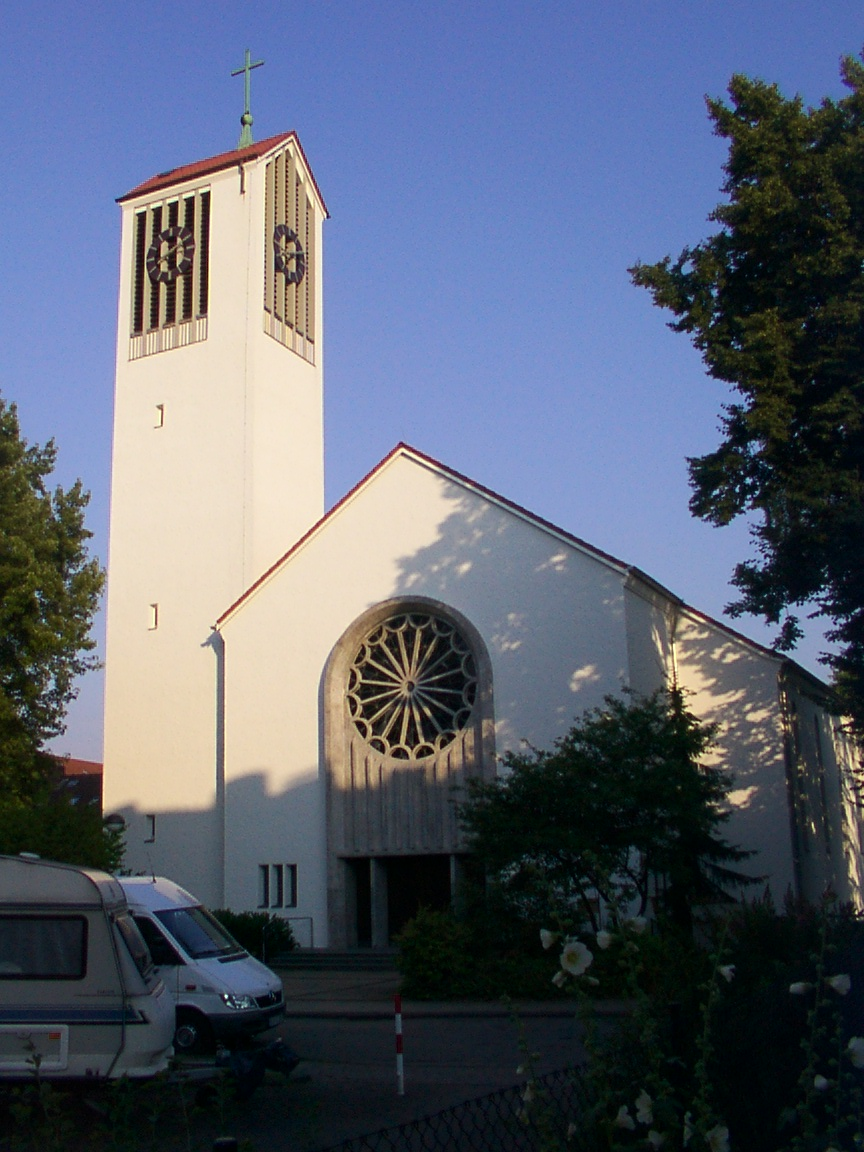
St. Meinolf in Bielefeld

St. Meinolf ist eine römisch-katholische Pfarrkirche in Bielefeld, Nordrhein-Westfalen. Kirche und Gemeinde gehören zum Pastoralverbund Bielefeld-Ost im Dekanat Bielefeld-Lippe des Erzbistums Paderborn.

## Geschichte
Die Kirche wurde 1956–57 in neoromanischen Formen als weiß verputzter Mauerwerksbau nach Plänen der Architekten Pothast & Schmidt errichtet. Die Grundsteinlegung erfolgte am 11. November 1956. Für diese wurde ein alter Stein aus der Sakristei des Klosters in Böddeken zur Verfügung gestellt, der sich  auf der rechten Seite am Hauptportal befindet. Am 5. Oktober 1957, dem 1100. Todestag des Kirchenpatrons St. Meinolf, erfolgte die Konsekration durch Erzbischof Lorenz Jaeger. Die Gemeinde der St. Meinolf-Kirche bildete sich durch Auspfarrung aus der Liebfrauenkirchen-Gemeinde Bielefeld, nachdem die Anzahl der Gläubigen durch Zuzug, vor allem durch Vertriebene aus den früheren deutschen Ostgebieten, stark angewachsen war.

## Baubeschreibung

### Architektur
Die St. Meinolf-Kirche ist eine dreischiffige Hallenkirche im Stil der Romanik und schließt nach Süden mit einem halbrunden Chor ab. Über dem Tonnengewölbe befindet sich ein Satteldach. Der angebaute Glockenturm ist 30,25 Meter hoch und wird von einem ca. 7 Meter hohen Kreuz bekrönt. An der linken Außenseite zwischen Turm und dem sich an die Sakristei anschließenden Pfarrhaus befindet sich ein Laubengang. Das Portal ist 15 Meter hoch und wird durch eine Rosette von 4 Meter Durchmesser aus Muschelkalk geschmückt.
Das Kircheninnere ist schlicht gestaltet und ganz in weiß gehalten. Es besteht aus einem leicht erhöhten Mittelschiff, dem sich zu beiden Seiten zwei schmale Seitenschiffe mit den Nebenaltären anschließen. Zu beiden Seiten befinden sich je sechs große schmale Fenster. In der Apsis führen Stufen aus italienischem Marmor zum Altar aus gelbem Kunststein. Die Glasmalerei der 18 Fenster stammen vom Kunstmaler Wilhelm Buschulte aus Unna und stellt in ihrer Gesamtheit eine Dornenkrone dar. Der Maler schuf auch die farbigen Fenster der Fensterrose über dem Eingang. Im Mittelpunkt ist die Darstellung eines Pelikans zu sehen, ein auf eine afrikanische Sage zurückgehendes Gleichnis.

### Ausstattung
- Scheibenkreuz im Altarraum: Wegen der farbigen Fenster des Raumes ist das große Scheibenkreuz sehr schlicht gestaltet. Es orientiert sich am frühesten Kreuz dieser Art in Kontinentaleuropa aus der Kirche St. Maria zur Höhe in Soest. Schöpfer war der Bildhauer Johannes Niemeier aus Druffel bei Riethberg.
- Osterkerze: im Altarraum, der Ständer stammt von Johannes Niemeier und zeigt in der Mitte eine Auferstehungsszene.
- Marienstatue: Die beinahe lebensgroße Figur wurde vom Münchner Künstler Professor Wagner geschaffen und kam im April 1958 in die Kirche. Sie trägt barocke Züge und orientiert sich gestalterisch an Vorbildern aus dem süddeutschen Raum.
- Holzkreuz in der Taufkapelle: Das Kreuz aus dem Jahr 1958 stellt eine Kopie eines Kreuzes von Xaver Hochenleitner aus Oberammergau dar. Ursprünglich sollte es Teil einer Gedächtnisstätte für die Gefallenen der beiden Weltkriege werden, schließlich jedoch hinter dem Hauptaltar aufgestellt. Heute befindet es sich in der Taufkapelle.
- Beichtraum: mit Glasfenster des Künstlers Klaus Stegmann aus Bielefeld–Senne
- Krippe: die alljährlich zur Weihnachtszeit aufgestellte Krippe entstand auf Anregung des ersten Pfarrers Seiffert und stammt aus dem Jahr 1957. Durch Spenden wurde sie in der Folgezeit mit weiteren Figuren ergänzt, teilweise kam auch selbstgefertigtes Zubehör zum Einsatz. Als vorerst letzte Figur wurde 1971 ein Hirtenmädchen ergänzt.

### Glocken
1961 erhielt die Kirche vier Gussstahl-Glocken, gegossen vom Bochumer Verein für Gusstahlfabrikation (BVG).
| Name             | Lob- und Dankglocke | Marienglocke | St. Meinolf | Not- und Bittglocke |
| Durchmesser (mm) | 1620                | 1350         | 1180        | 1045                |
| Gewicht (ca. kg) | 1810                | 940          | 620         | 465                 |
| Schlagton        | d'                  | e'           | fis'        | a'                  |